# Kids See Ghosts
I Kids See Ghosts sono stati un superduo statunitense composto dai rapper Kanye West e Kid Cudi.
Il loro primo e unico album, omonimo, fu pubblicato l'8 giugno 2018, sotto l'etichetta di West GOOD Music. Nonostante i piani per il futuro, nella prima metà del 2022 i due troncarono i rapporti, determinando la fine della loro collaborazione musicale. Nel 2024 con l’uscita di Vultures 1, i due hanno ripreso i rapporti. Ye ha fatto sapere al pubblico che potrebbe esserci un probabile ritorno del duo accompagnato dall’uscita del secondo album, Kids See Ghosts 2.

## Storia

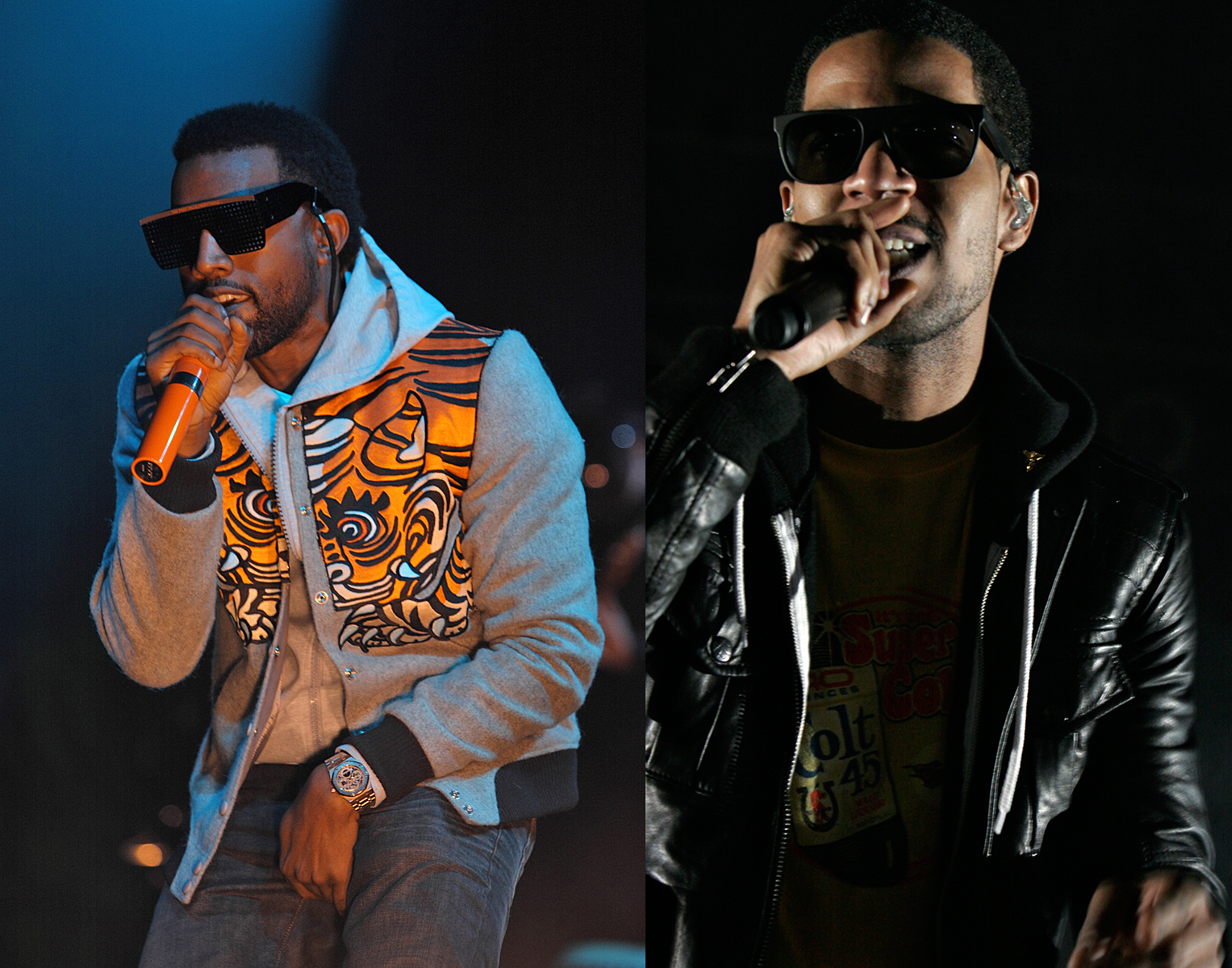
Kanye West (a sinistra) e Kid Cudi (a destra) nel 2008 e nel 2010, rispettivamente

### Antefatti
Nel 2008, l'allora aspirante artista Kid Cudi attirò l'attenzione del produttore Plain Pat, che incontrò in un meeting per la Def Jam. In seguito, Plain Pat presentò la musica di Cudi al già affermato Kanye West, che lo fece firmare per la sua etichetta discografica, GOOD Music. Dopo la firma, Cudi cominciò a lavorare intensamente con West. Quest'ultimo in primo luogo invitò Cudi a cantare alcune parti vocali e a comporre alcuni testi per il suo quarto album in studio, 808s & Heartbreak (2008), e per l'undicesimo di Jay-Z, The Blueprint 3 (2009).
I due continuarono a lavorare sull'album di debutto di Cudi, Man on the Moon: The End of Day, con West che svolse il ruolo di produttore esecutivo, contribuendo anche alle canzoni Sky Might Fall e Make Her Say. Tra il 2008 e il 2018 Cudi è stato una presenza fissa negli album di West. Dopo una breve ricaduta, i due riallacciarono i rapporti a fine 2016, al Saint Pablo Tour di West. Da questo momento hanno cominciato a lavorare a un nuovo progetto insieme.

### Debutto
Il 19 aprile 2018, tramite Twitter, West ha annunciato l'uscita del primo album del duo, previsto per l'8 giugno dello stesso anno. Svelò in seguito il nome del gruppo, che sarebbe servito anche da titolo per l'album. Il 22 aprile West rivelò, sempre su Twitter, la copertina dell'album, realizzata dall'artista giapponese Takashi Murakami. Il 25 aprile 2018 West ha rivelato che l'album sarebbe stato accompagnato da un cortometraggio, diretto da Dexter Navy, già collaboratore dei The Neighbourhood e di ASAP Rocky.
Nel frattempo, il 1º giugno, West ha pubblicato il suo ottavo album in studio Ye, che vede un piccolo contributo di Cudi come voce non accreditata e che presenta il particolare stile psichedelico ripreso poi nell'album in arrivo del duo.
L'8 giugno 2018 è stato rilasciato l'album di debutto del duo, Kids See Ghosts, accompagnato da una linea di abbigliamento dedicata progettata da Virgil Abloh. Il progetto musicale, arricchito dalle collaborazioni con Pusha T, Mos Def e Ty Dolla Sign, era composto da sette tracce, tutte esordite nella Billboard Hot 100, con Reborn al gradino più alto della classifica (39º).

### Avvenimenti seguenti
Successivamente all’uscita dell'album, in un'intervista a Billboard, Cudi ha affermato di avere altre tracce con West ancora da rilasciare e che i due avrebbero continuato a pubblicare musica insieme sotto il nome di Kids See Ghosts. Il rapper ha confermato quanto detto nel settembre 2019, in un'intervista a Complex, rimarcando la volontà di West nel lavorare a un altro progetto del duo.
Nel febbraio 2022 si susseguirono una serie di attacchi personali via social media tra i due, iniziati da West con un suo post Instagram e proseguiti anche su Twitter. Il 19 aprile 2022, tramite un post sul suo account Twitter, Cudi ha annunciato che il brano Rock n Roll dell'album It's Almost Dry di Pusha T sarebbe stata la sua ultima collaborazione musicale con Kanye West, affermando di non essere più suo amico. Il 17 agosto 2022, in un'intervista a Esquire, Cudi ha escluso una possibile rinconciliazione futura con West.

## Discografia

### Album in studio
- 2018 - Kids See Ghosts